# 크레팽 디아타
크레팽 디아타(프랑스어: Krépin Diatta, 1999년 2월 25일 ~ )는 세네갈의 프로 축구 선수로, 리그 1 클럽 모나코와 세네갈 국가대표팀에서 라이트 윙어로 활약하고 있다.

## 구단 경력

### 클뤼프 브뤼허
2018년 1월 3일, 디아타는 클뤼프 브뤼허와 4년 반 계약을 체결했다. 2018년 4월 8일, 그는 클뤼프 브뤼허 데뷔 전을 헨트와의 원정 경기에서 46분 아흐메드 투바를 대신해 서브인으로 출전했다. 2018년 7월 22일, 디아타는 2018년 벨기에 슈퍼컵에 출전하여 80분 동안 뛰다가 디온 쿨스를 대신해 서브아웃되었다. 경기는 결국 클뤼프 브뤼허에게 2-1로 승리하며 끝났다. 2018년 10월 24일, 디아타는 모나코와의 홈 경기에서 1-1 무승부를 기록하며 엠마누엘 데니스의 추가 시간 교체 선수로 출전했다. 2019년 2월 14일, 그는 2018-19년 UEFA 유로파리그 32강 잘츠부르크와의 홈 경기에서 2-1 승리를 거두며 UEFA 유로파리그 데뷔 전을 치렀다. 2019년 3월 10일, 그는 오이펜과의 원정 경기에서 4-0 승리를 거두며 클럽의 첫 골을 기록했고, 후반 23분에는 박스 왼쪽에서 슈팅을 날리며 골대 오른쪽 하단 구석으로 들어갔다.

### 모나코
2021년 1월 21일, 디아타는 2025년까지 이어지는 계약을 통해 리그 1의 모나코에 합류했다. 그는 UEFA 유로파리그 조별 리그에서 슈투름 그라츠를 상대로 헤딩으로 모나코에서 첫 유럽 골을 넣었다.  2021년 11월 19일, 그는 릴을 상대로 리그 1에서 시즌 첫 골을 넣었다. 경기 도중 왼쪽 무릎 전방 십자인대 부상을 입었다.

## 국가대표팀 경력

### U-20
디아타는 2017년 아프리카 U-20 네이션스컵에 참가한 세네갈 U-20 국가대표팀의 일원이었다. 그는 대회에서 두 골을 넣었는데, 두 골 모두 조별 리그에서 남아프리카 공화국을 상대로 70분에 7골의 스릴러를 넣으며 첫 골을 넣었고, 카메룬을 상대로 전반 추가 시간에 두 번째 골을 넣었다. 세네갈은 결국 결승전에서 잠비아에 2-0으로 패하며 준우승을 차지했다. 이로써 그들은 2017년 FIFA U-20 월드컵에 출전하게 되었다. 디아타는 2017년 대한민국에서 열린 FIFA U-20 월드컵에 참가한 세네갈 U-20 국가대표팀의 일원이었다. 2017년 5월 22일, 그는 사우디아라비아와의 개막전에서 세네갈의 2-0 승리에 기여했다. 세네갈은 멕시코에 1-0으로 패하며 16강에서 탈락했다.

### 성인
2019년 3월, 디아타는 세네갈의 젊은 선수 4명 중 한 명으로 세네갈 국가대표팀에 데뷔했다. 2019년 3월 23일, 그는 2019년 아프리카 네이션스컵 예선에서 마다가스카르를 상대로 2-0 승리를 거두며 국가대표팀에 데뷔했다. 2019년 6월 13일, 그는 이집트에서 열린 2019년 아프리카 네이션스컵 세네갈 23인 명단에 이름을 올렸다. 2019년 6월 23일, 그는 탄자니아와의 개막전에서 20야드 거리에서 64분에 득점하며 세네갈의 첫 성인 국가대표 골을 기록했다. 그는 대회 기간 동안 세네갈의 모든 경기에 출전했으며, 결승전에서 알제리에 1-0으로 패한 경기에서도 교체 출전했다. 그의 활약으로 디아타는 아프리카 네이션스컵으로부터 대회 최우수 젊은 선수로 선정되었다.
디아타는 전방 십자인대 부상으로 인해 세네갈의 성공적인 2021년 아프리카 네이션스컵에 출전하지 못했다. 2022년 11월, 그는 2022년 FIFA 월드컵을 위해 알리우 시세 감독의 국가대표팀에 발탁되었고, 세네갈이 2002년 데뷔 이후 처음으로 16강에 진출하는 동안 세네갈의 네 경기 중 세 경기에 출전했다.
2023년 12월, 그는 코트디부아르에서 열리는 연기된 2023년 아프리카 네이션스컵에서 세네갈 국가대표팀에 발탁되었다.